# Courcelles-sur-Viosne
Pour les articles homonymes, voir Courcelles et Viosne (homonymie).
Courcelles-sur-Viosne est une commune française située dans le département du Val-d'Oise en région Île-de-France. Ses habitants sont appelés les Courcellois.

## Géographie

### Description
Courcelles-sur-Viosne est un village rural du Vexin français situé à 40 km au Nord-Ouest de Paris, à 8 km au Nord-Ouest de Pontoise, à 28 km au sud-est de Gisors et à 77 km au sud-est de Rouen.

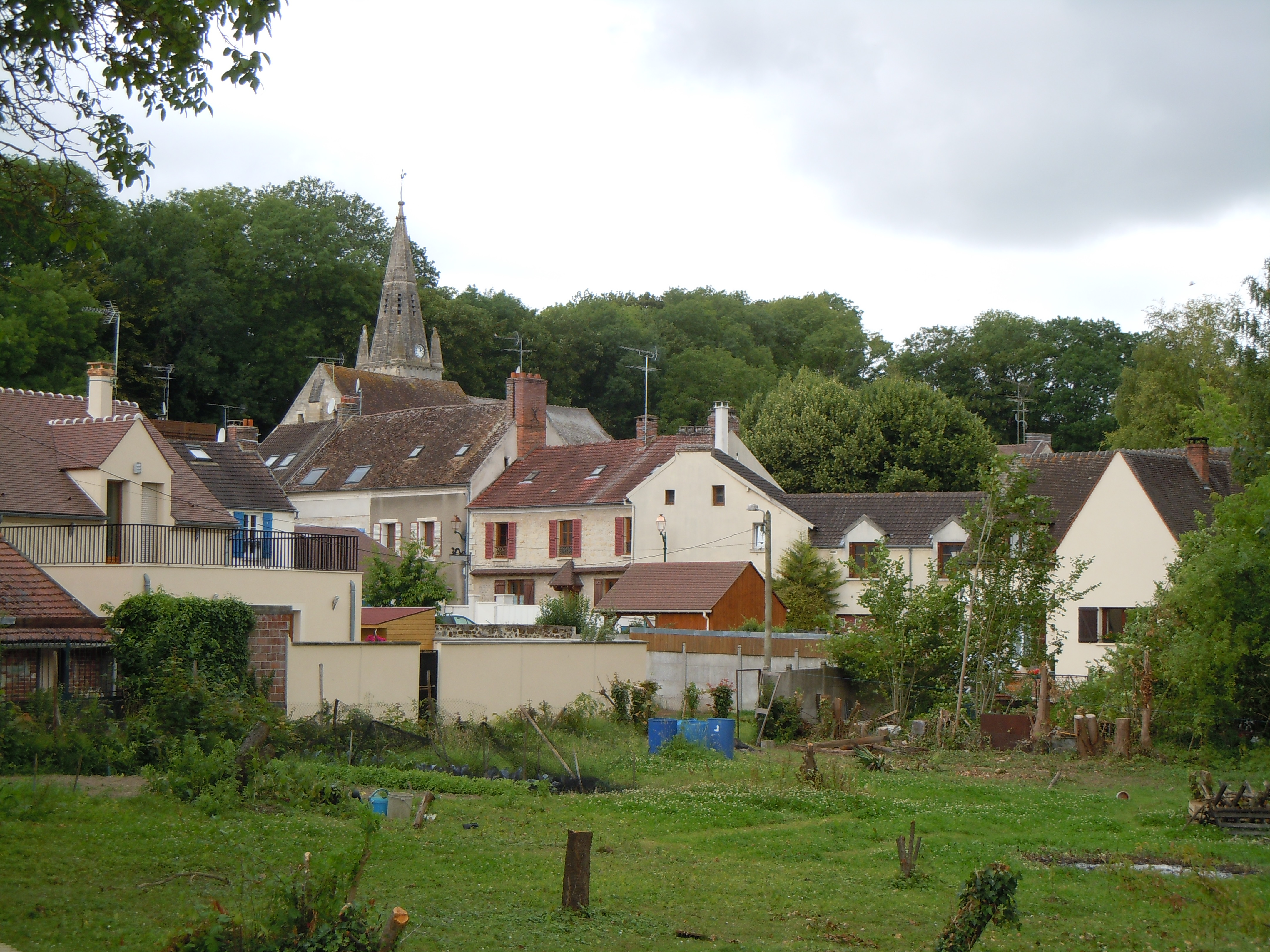
Vue d'une partie du village

Il fait partie du parc naturel régional du Vexin français.

### Voies de communication et transports
La commune est desservie par la gare de Montgeroult - Courcelles située sur la ligne de Saint-Denis à Dieppe. Ce point d'arrêt non géré (PANG) est desservi par les rames de la ligne J du Transilien, sur la branche Paris-Saint-Lazare - Gisors.
Une ligne d'autocars interurbains du conseil général de la ligne Magny-en-Vexin à Pontoise, passe par la gare de Montgeroult.
La chaussée Jules-César, une ancienne voie romaine  qui reliait Lutèce (Paris) à Rotomagus (Rouen) et à Juliobona (Lillebonne), est aménagée comme chemin de randonnée.

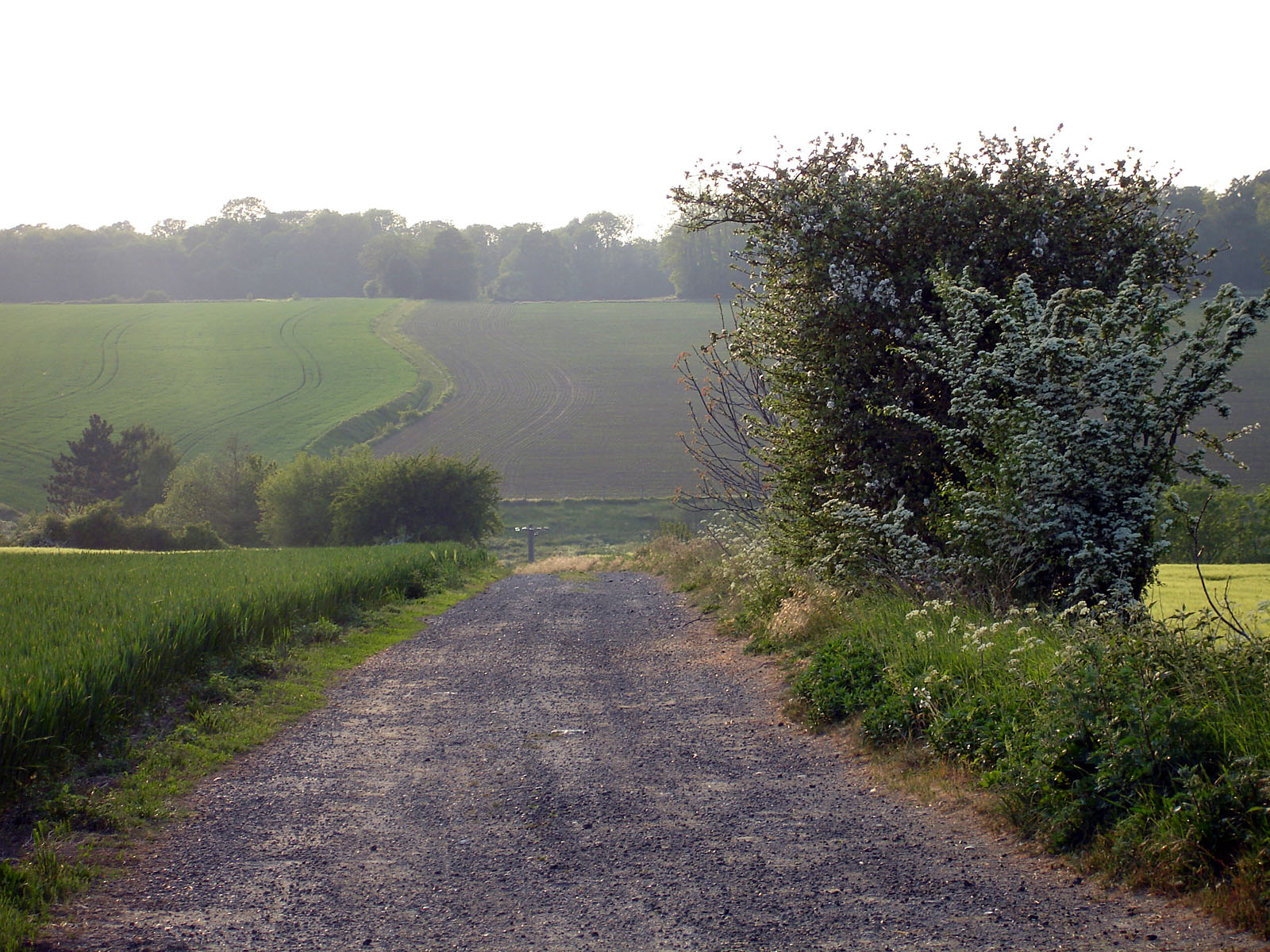
Tracé de l'ancienne chaussée Jules-César traversant la campagne.
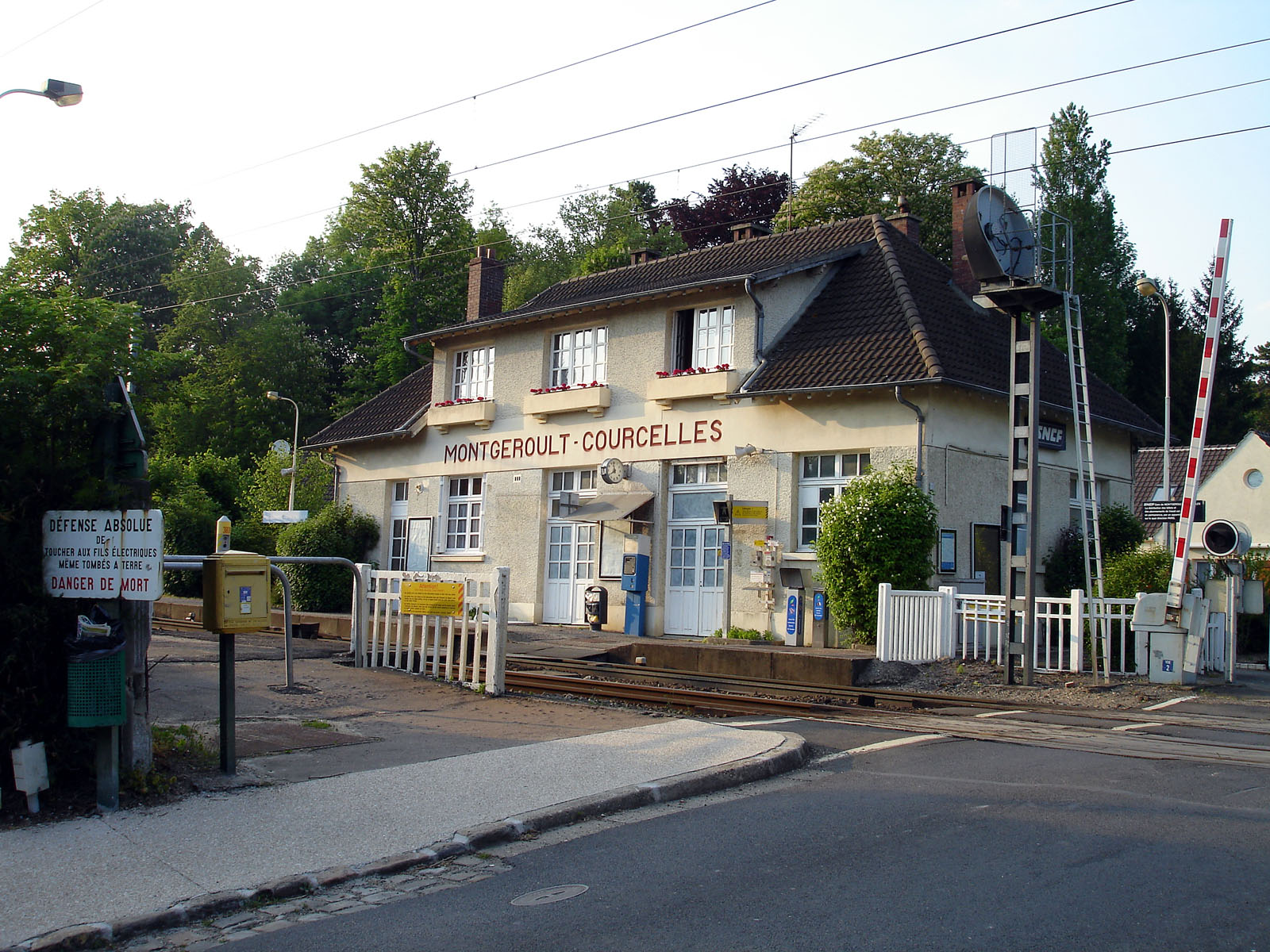
La gare et le passage à niveau.

### Communes limitrophes
| Ableiges | Montgeroult           |                  |
|          | Courcelles-sur-Viosne |                  |
| Sagy     |                       | Puiseux-Pontoise |

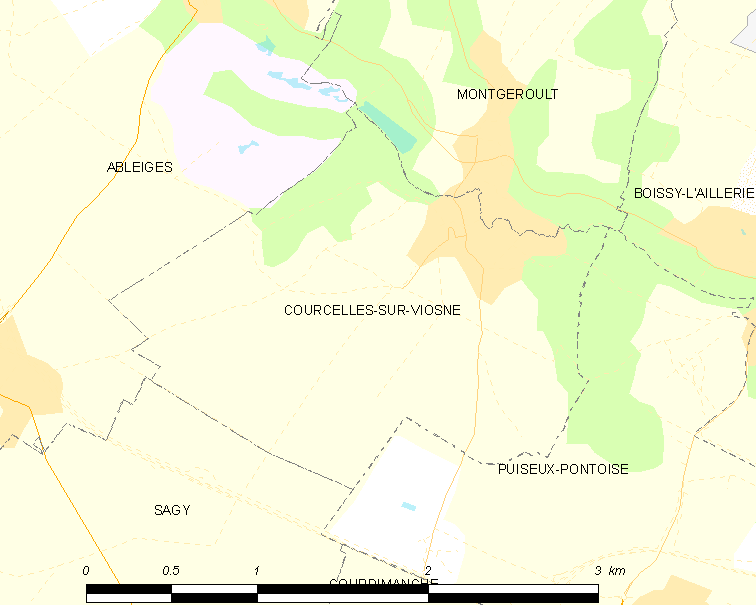
Carte de la commune.
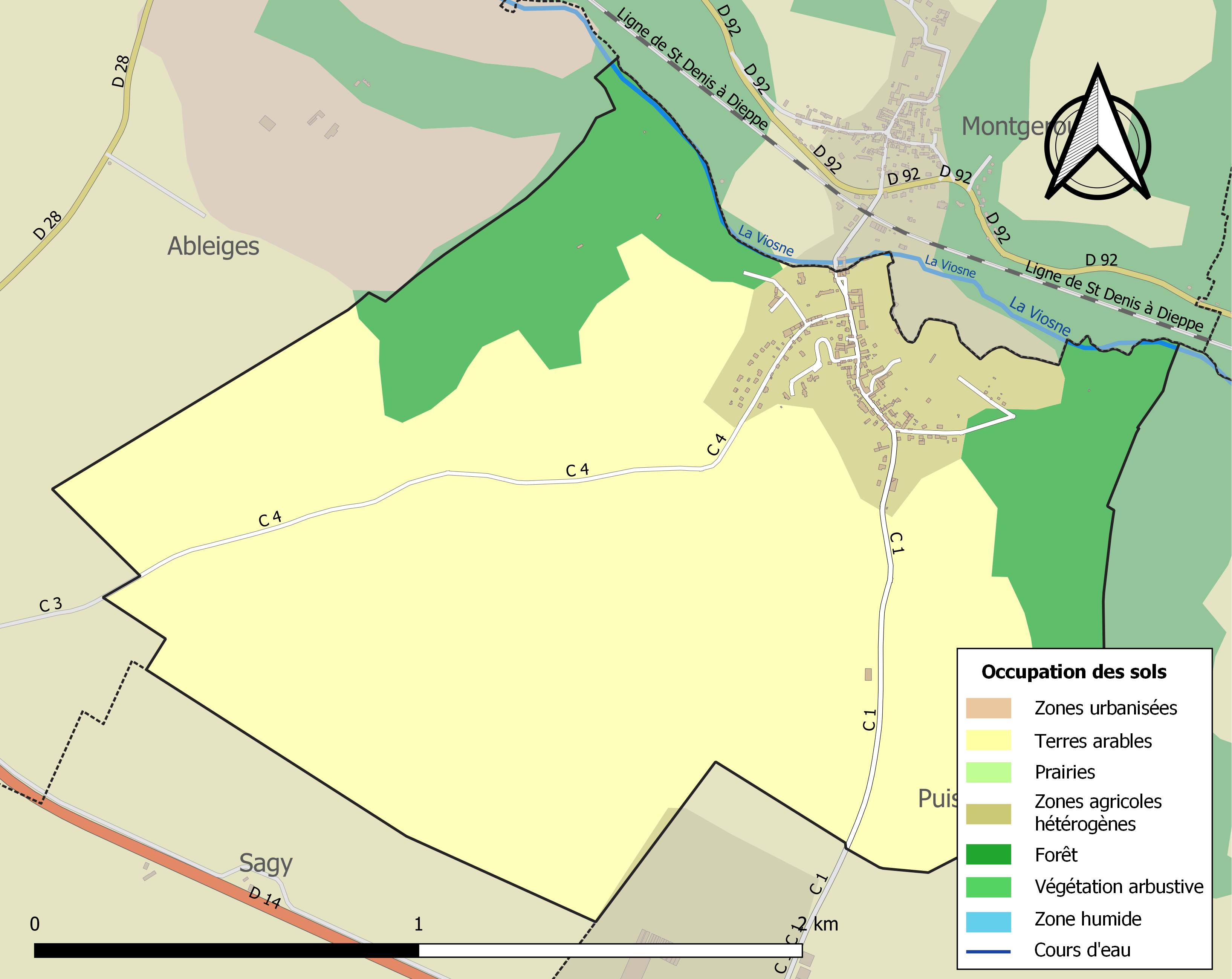
Occupation des sols.

### Géologie et relief
La superficie de la commune est de 361 hectares ; l'altitude varie entre 42 et 108 mètres.
On trouve près de la Viosne des calcaires grossiers du lutétien, recouverts de sables du bartonien. Plus haut, on trouve un niveau marno-calcaire du bartonien moyen recouvert de sable. L'ensemble est recouvert de limons quaternaires.

### Hydrographie

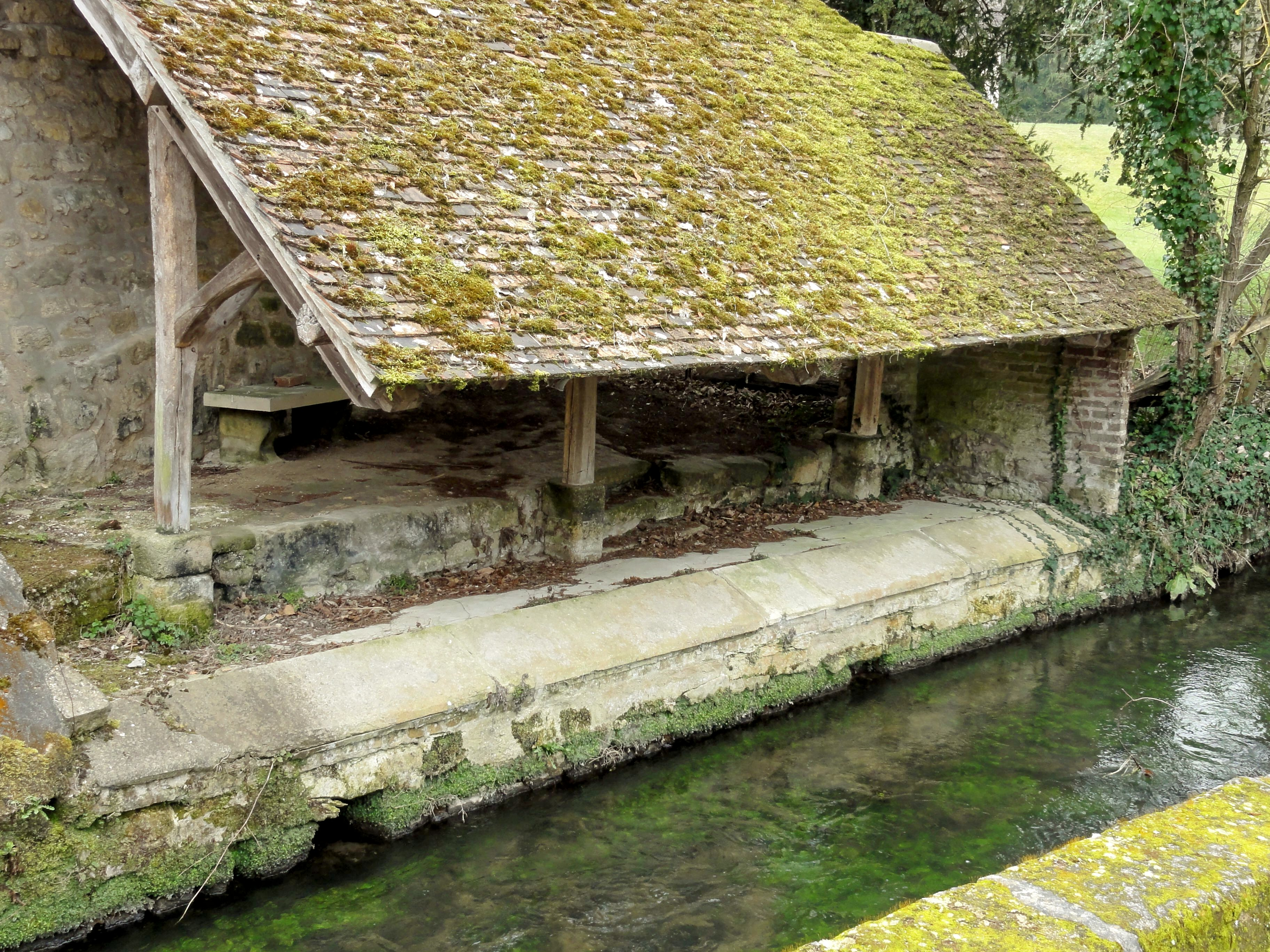
La Viosne et l'ancien lavoir.

La commune est limitée au Nord par les zones humides et marais de la Viosne, une petite rivière du Vexin français, qui est un affluent en rive droite de l'Oise, donc un sous-affluent du fleuve la Seine.

### Climat
Pour des articles plus généraux, voir Climat de l'Île-de-France et Climat du Val-d'Oise.
En 2010, le climat de la commune est de type climat océanique dégradé des plaines du Centre et du Nord, selon une étude du CNRS s'appuyant sur une série de données couvrant la période 1971-2000. En 2020, Météo-France publie une typologie des climats de la France métropolitaine dans laquelle la commune est exposée à un climat océanique et est dans la région climatique Sud-ouest du bassin Parisien, caractérisée par une faible pluviométrie, notamment au printemps (120 à 150 mm) et un hiver froid (3,5 °C).
Pour la période 1971-2000, la température annuelle moyenne est de 11,3 °C, avec une amplitude thermique annuelle de 15 °C. Le cumul annuel moyen de précipitations est de 671 mm, avec 12 jours de précipitations en janvier et 7,8 jours en juillet. Pour la période 1991-2020, la température moyenne annuelle observée sur la station météorologique la plus proche, située sur la commune de Boissy-l'Aillerie à 3 km à vol d'oiseau, est de 11,2 °C et le cumul annuel moyen de précipitations est de 635,8 mm,. Pour l'avenir, les paramètres climatiques de la commune estimés pour 2050 selon différents scénarios d'émission de gaz à effet de serre sont consultables sur un site dédié publié par Météo-France en novembre 2022.
| Mois                                  | jan.             | fév.           | mars           | avril           | mai           | juin          | jui.          | août          | sep.            | oct.          | nov.             | déc.           | année      |
| ------------------------------------- | ---------------- | -------------- | -------------- | --------------- | ------------- | ------------- | ------------- | ------------- | --------------- | ------------- | ---------------- | -------------- | ---------- |
| Température minimale moyenne (°C)     | 1,6              | 1,4            | 3,2            | 4,8             | 8,2           | 11            | 12,9          | 12,8          | 10              | 7,7           | 4,4              | 2,1            | 6,7        |
| Température moyenne (°C)              | 4,3              | 4,8            | 7,6            | 10,2            | 13,6          | 16,7          | 18,9          | 18,8          | 15,5            | 11,9          | 7,5              | 4,7            | 11,2       |
| Température maximale moyenne (°C)     | 7                | 8,2            | 12             | 15,6            | 19            | 22,3          | 24,9          | 24,9          | 21              | 16            | 10,7             | 7,4            | 15,8       |
| Record de froid (°C) date du record   | −17,8 17.01.1985 | −15,4 07.02.12 | −11,1 13.03.13 | −4,6 12.04.1986 | −1,6 06.05.19 | 1 05.06.1991  | 4 01.07.1960  | 3,1 26.08.18  | −0,6 20.09.1952 | −5,2 28.10.03 | −10,2 24.11.1998 | −16 07.12.1969 | −17,8 1985 |
| Record de chaleur (°C) date du record | 15,5 05.01.1999  | 20 27.02.19    | 25,6 31.03.21  | 29,3 18.04.1949 | 32,5 27.05.05 | 37,1 27.06.11 | 41,6 25.07.19 | 39,2 12.08.03 | 35,5 08.09.23   | 28,8 01.10.11 | 21,7 01.11.14    | 17,4 07.12.00  | 41,6 2019  |
| Précipitations (mm)                   | 54,1             | 45,9           | 46,9           | 43,9            | 59,8          | 50,2          | 51,6          | 55,4          | 46,7            | 58,2          | 54,8             | 68,3           | 635,8      |

## Urbanisme

### Typologie
Au 1er janvier 2024, Courcelles-sur-Viosne est catégorisée commune rurale à habitat dispersé, selon la nouvelle grille communale de densité à sept niveaux définie par l'Insee en 2022.
Elle est située hors unité urbaine. Par ailleurs la commune fait partie de l'aire d'attraction de Paris, dont elle est une commune de la couronne,. Cette aire regroupe 1 929 communes,.

## Toponymie
Le village est mentionné en 1100 sous le nom de Corcella, en 1127 sous le nom de Curcellis et en 1358 sous l'appellation Courcelles-lès-Boissy.

## Histoire
En 1974, un site de vestiges néolithiques de tradition danubienne est découvert à la sablière du lieu-dit de la Sente-de-Saillancourt située à 950 mètres au Sud de l'église de Courcelles.
Au XIIe siècle, le fief appartient à Agnès de Monfort, dame de Meulan. Certaines terres appartiennent à la même époque aux seigneurs de Marines.
Une partie de La Villeneuve-Saint-Martin est réunie à Courcelles-sur-Viosne en 1834.

## Politique et administration

### Intercommunalité
La commune, initialement membre de la communauté de communes des Trois Vallées du Vexin, est membre, depuis le 1er janvier 2013, de la communauté de communes Vexin centre.
En effet, cette dernière a été constituée le 1er janvier 2013 par la fusion de la communauté de communes des Trois Vallées du Vexin (12 communes), de la communauté de communes Val de Viosne (14 communes) et  de la communauté de communes du Plateau du Vexin (8 communes), conformément aux prévisions du schéma départemental de coopération intercommunale du Val-d'Oise approuvé le 11 novembre 2011.

### Liste des maires
| Période                                  | Période                       | Identité         | Étiquette | Qualité |
| ---------------------------------------- | ----------------------------- | ---------------- | --------- | ------- |
| Les données manquantes sont à compléter. |                               |                  |           |         |
| mai 1925                                 |                               | Ernest Lempereur |           |         |
| 1938                                     | 1971                          | Léopold Hubeaut  |           | Maçon   |
|                                          |                               |                  |           |         |
| mars 2001                                | 2008                          | Christian Junot  |           |         |
| mars 2008                                | mai 2020                      | Gérard Grais     |           | .       |
| mai 2020                                 | En cours (au 2 décembre 2020) | Christophe Roche |           |         |

## Population et société

### Démographie
L'évolution du nombre d'habitants est connue à travers les recensements de la population effectués dans la commune depuis 1793. Pour les communes de moins de 10 000 habitants, une enquête de recensement portant sur toute la population est réalisée tous les cinq ans, les populations de référence des années intermédiaires étant quant à elles estimées par interpolation ou extrapolation. Pour la commune, le premier recensement exhaustif entrant dans le cadre du nouveau dispositif a été réalisé en 2005.

En 2022, la commune comptait 307 habitants, en évolution de +12,04 % par rapport à 2016 (Val-d'Oise : +4 %, France hors Mayotte : +2,11 %).
| 1793 | 1800 | 1806 | 1821 | 1831 | 1836 | 1841 | 1846 | 1851 |
| ---- | ---- | ---- | ---- | ---- | ---- | ---- | ---- | ---- |
| 163  | 143  | 168  | 144  | 165  | 152  | 176  | 173  | 160  |

| 1856 | 1861 | 1866 | 1872 | 1876 | 1881 | 1886 | 1891 | 1896 |
| ---- | ---- | ---- | ---- | ---- | ---- | ---- | ---- | ---- |
| 156  | 165  | 166  | 160  | 170  | 166  | 154  | 170  | 159  |

| 1901 | 1906 | 1911 | 1921 | 1926 | 1931 | 1936 | 1946 | 1954 |
| ---- | ---- | ---- | ---- | ---- | ---- | ---- | ---- | ---- |
| 154  | 160  | 199  | 202  | 172  | 177  | 172  | 197  | 208  |

| 1962 | 1968 | 1975 | 1982 | 1990 | 1999 | 2005 | 2006 | 2010 |
| ---- | ---- | ---- | ---- | ---- | ---- | ---- | ---- | ---- |
| 205  | 207  | 221  | 257  | 287  | 275  | 292  | 288  | 306  |

| 2015 | 2020 | 2022 | - | - | - | - | - | - |
| ---- | ---- | ---- | - | - | - | - | - | - |
| 282  | 298  | 307  | - | - | - | - | - | - |

### Enseignement
Courcelles-sur-Viosne fonctionne avec Montgeroult en regroupement pédagogique intercommunal. L'ensemble du groupe scolaire se situe à Montgeroult.

### Manifestations culturelles et festivités
- Brocante du 1er mai[29].

### Santé
Les centres de soins les plus proches sont le centre hospitalier de Pontoise et la clinique d'Osny.

### Sports
- Association Courcelles-Mongeroult Sports[31].

## Culture locale et patrimoine

### Lieux et monuments

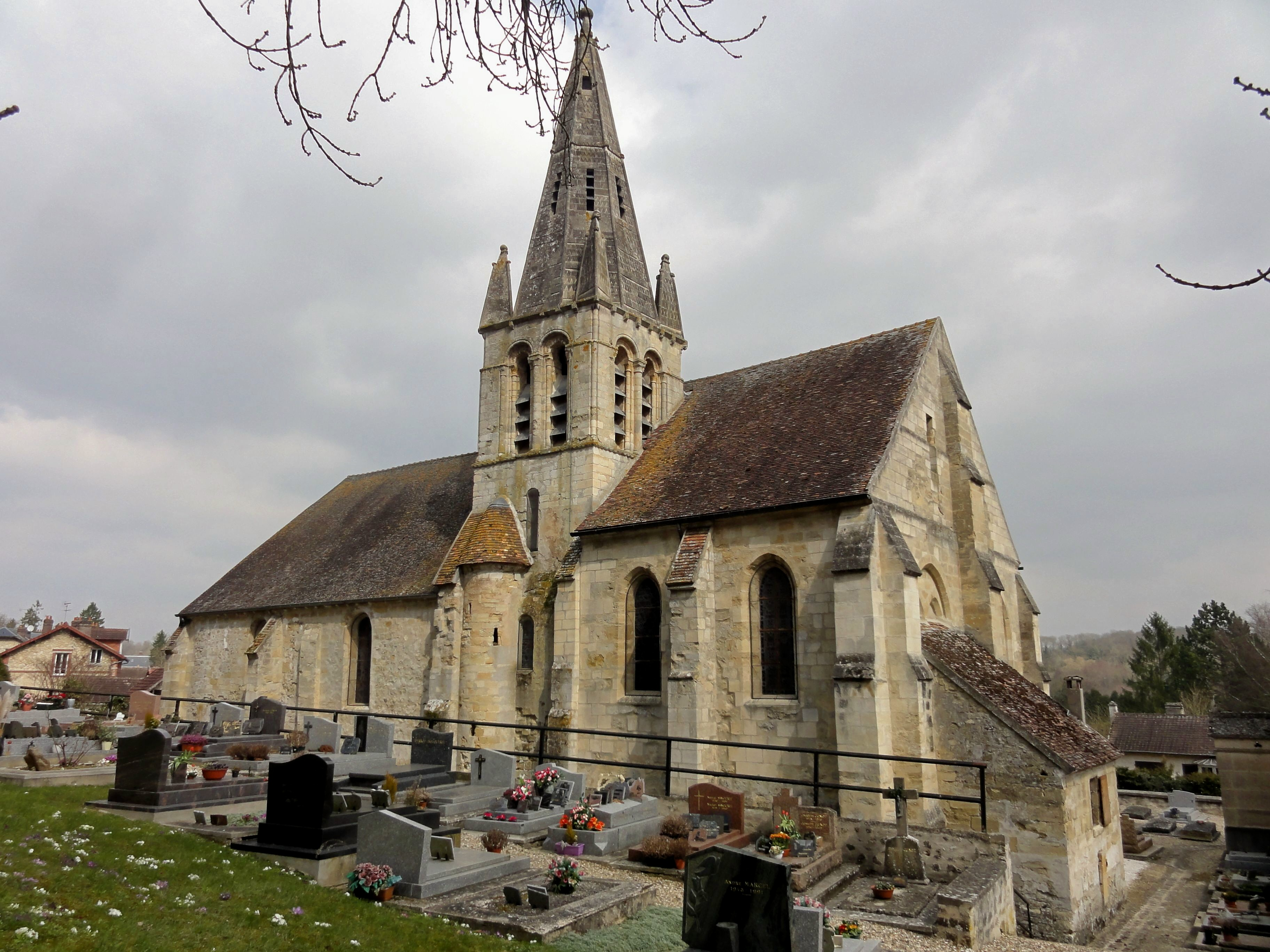
Église Saint-Lucien.

Courcelles-sur-Viosne compte deux monuments historiques sur son territoire : 
- Puits gallo-romain (inscrit monument historique par arrêté du 30 novembre 1942[32])

Il date du IIe siècle et se situe au sein d'une propriété privée, non visible depuis la voie publique.
- Église Saint-Lucien (classée monument historique par arrêté du 14 octobre 1908[33])

À l'extérieur, le clocher roman du second quart du XIIe siècle constitue son élément le plus intéressant. Il subsiste de la première église, qui devait être achevée en 1161, date de fondation de la paroisse, et se limiter à un seul vaisseau. La base du clocher possède l'une des voûtes d'ogives les plus anciennes du département, et une dizaine de chapiteaux romans. Le chœur gothique du début XIIIe siècle est très austère à l'extérieur, mais présente une architecture élégante et soignée à l'intérieur. C'est l'un des très rares chœurs à double vaisseau de la région, à l'instar de Genainville. Le vaisseau du sud est situé dans l'axe de la nef romane et du clocher. L'autre vaisseau, qui compte une travée supplémentaire au nord du clocher, est complété par une deuxième nef bientôt après sa construction. Cette nef, ainsi que l'autre, est simplement plafonnée, et dénuée d'intérêt. L'église Saint-Lucien en tient toutefois la particularité d'être une église à double nef.
On peut également signaler : 
- Lavoir couvert sur la Viosne, à l'entrée Nord du village.
- Moulin de Courcelles

Cet ancien moulin à eau situé sur la Viosne date pour l'essentiel du XIXe siècle et est en fait une minoterie, mais possède encore un bâtiment d'époque Louis XIII. Son existence à cet emplacement remonte au Moyen Âge.
- Château de Courcelles

Il est édifié dans le style Louis XIII au XVIIe siècle, mais a été remanié à diverses reprises depuis. Seul le corps compris entre les deux tourelles est d'origine. Le comble à la Mansart a été modifié dans sa forme.
- La chaussée Jules César passe sur le plateau au Sud du village.
- Croix pattée sur la chaussée Jules César, dite croix de Labathe.
- Croix de la Justice sur la chaussée Jules César.

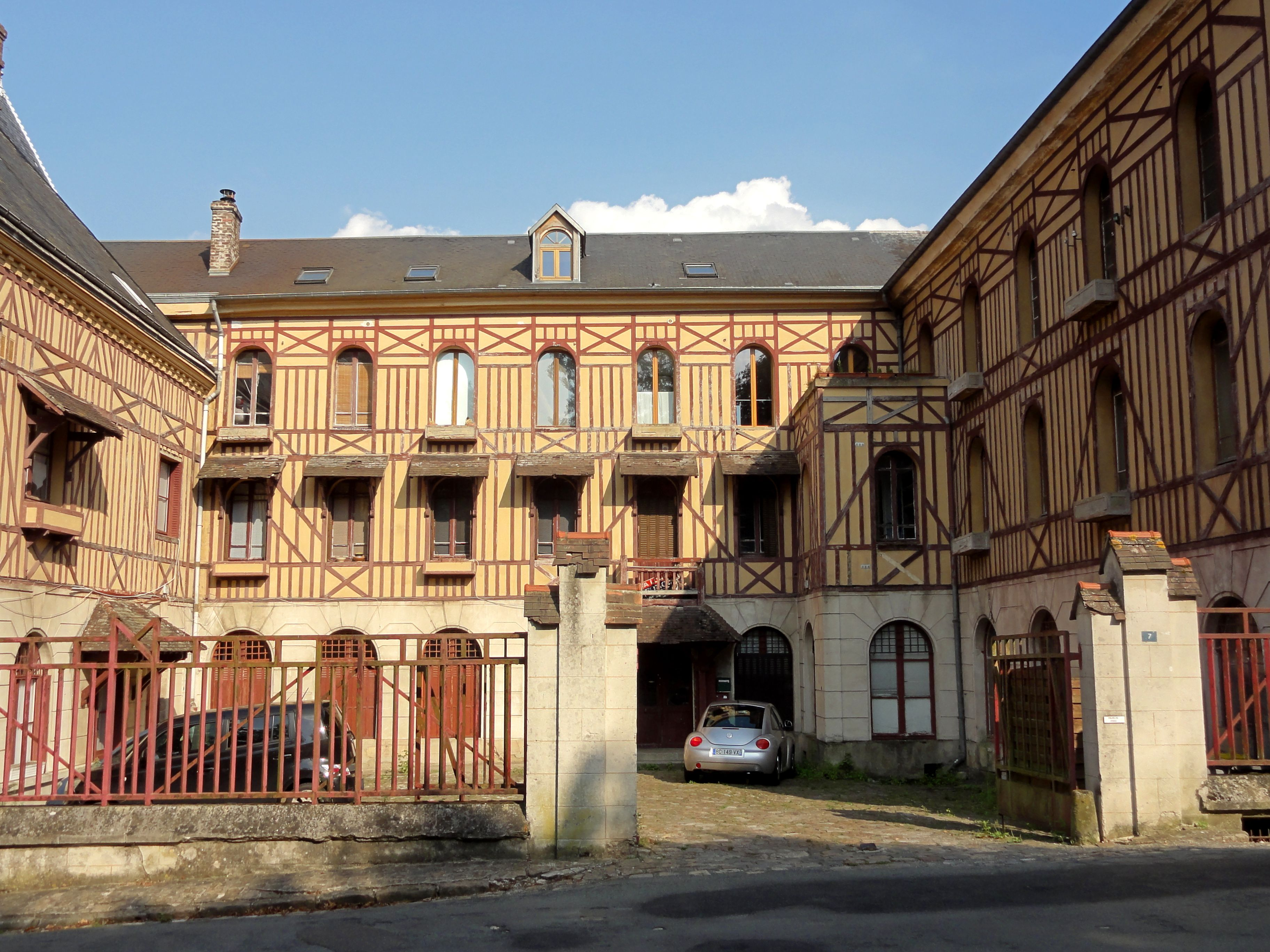
Moulin de Courcelles et sa cour.
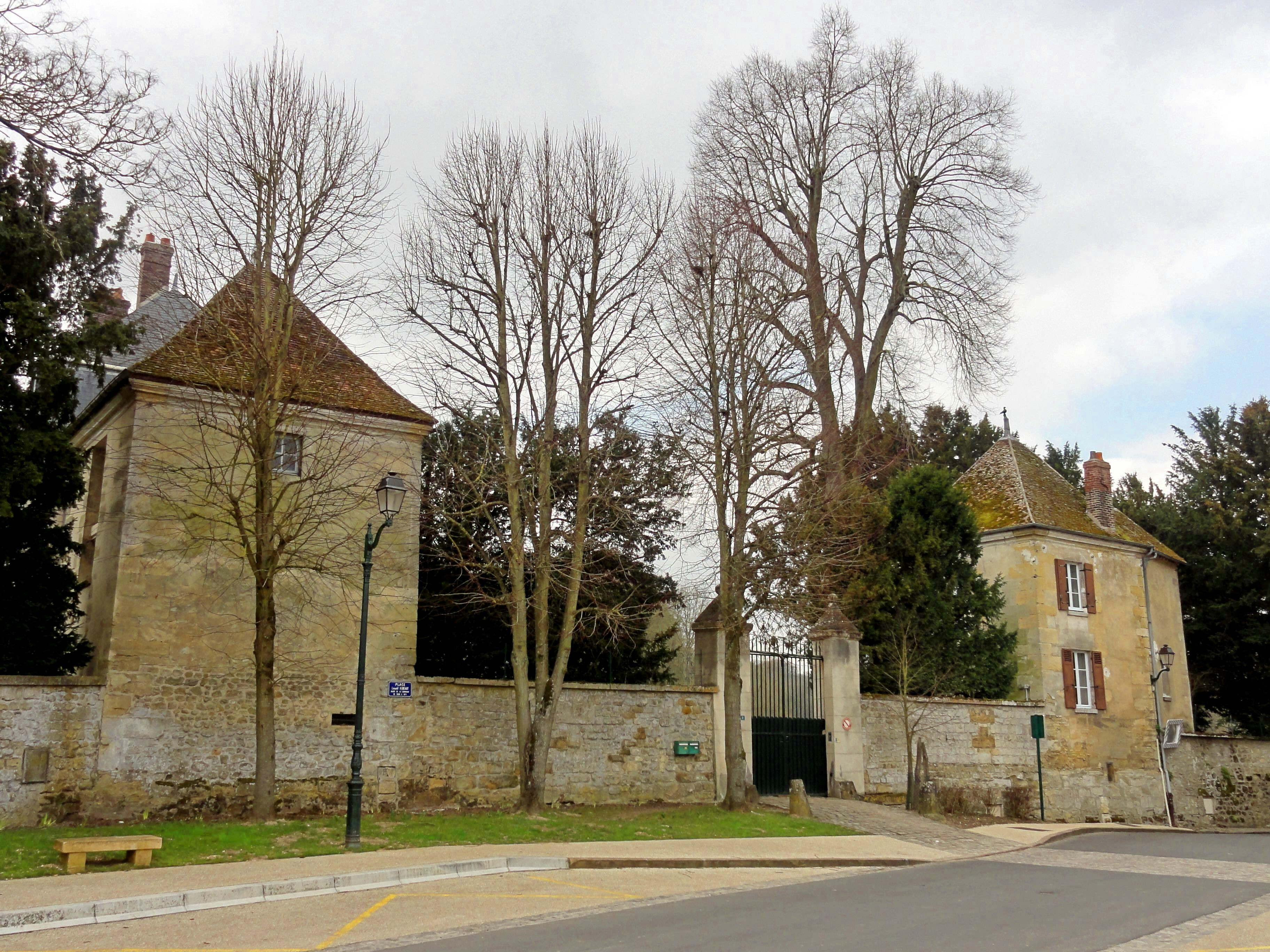
Manoir de Courcelles, rue du Moulin.
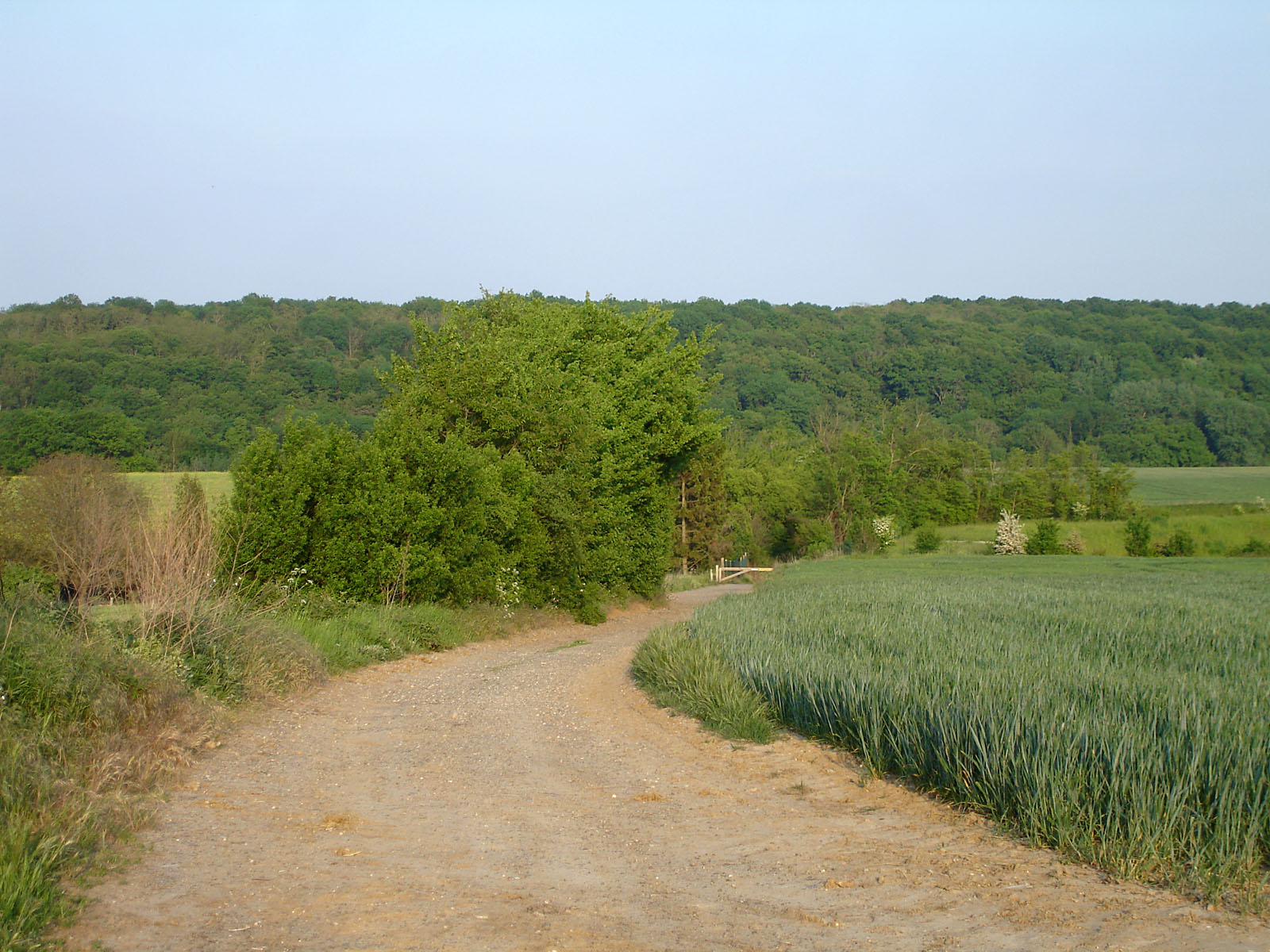
La chaussée Jules César à Courcelles.
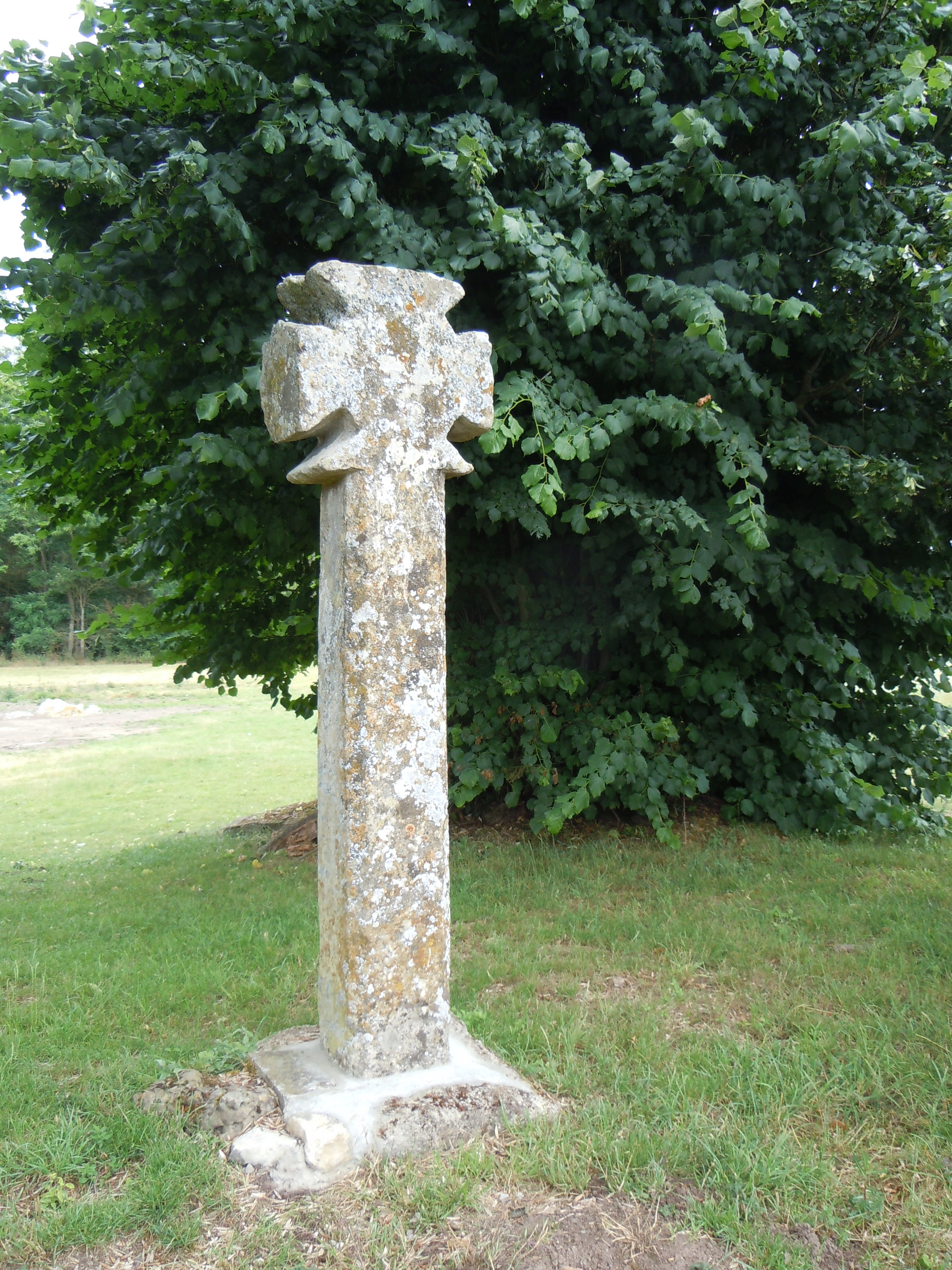
Croix pattée.
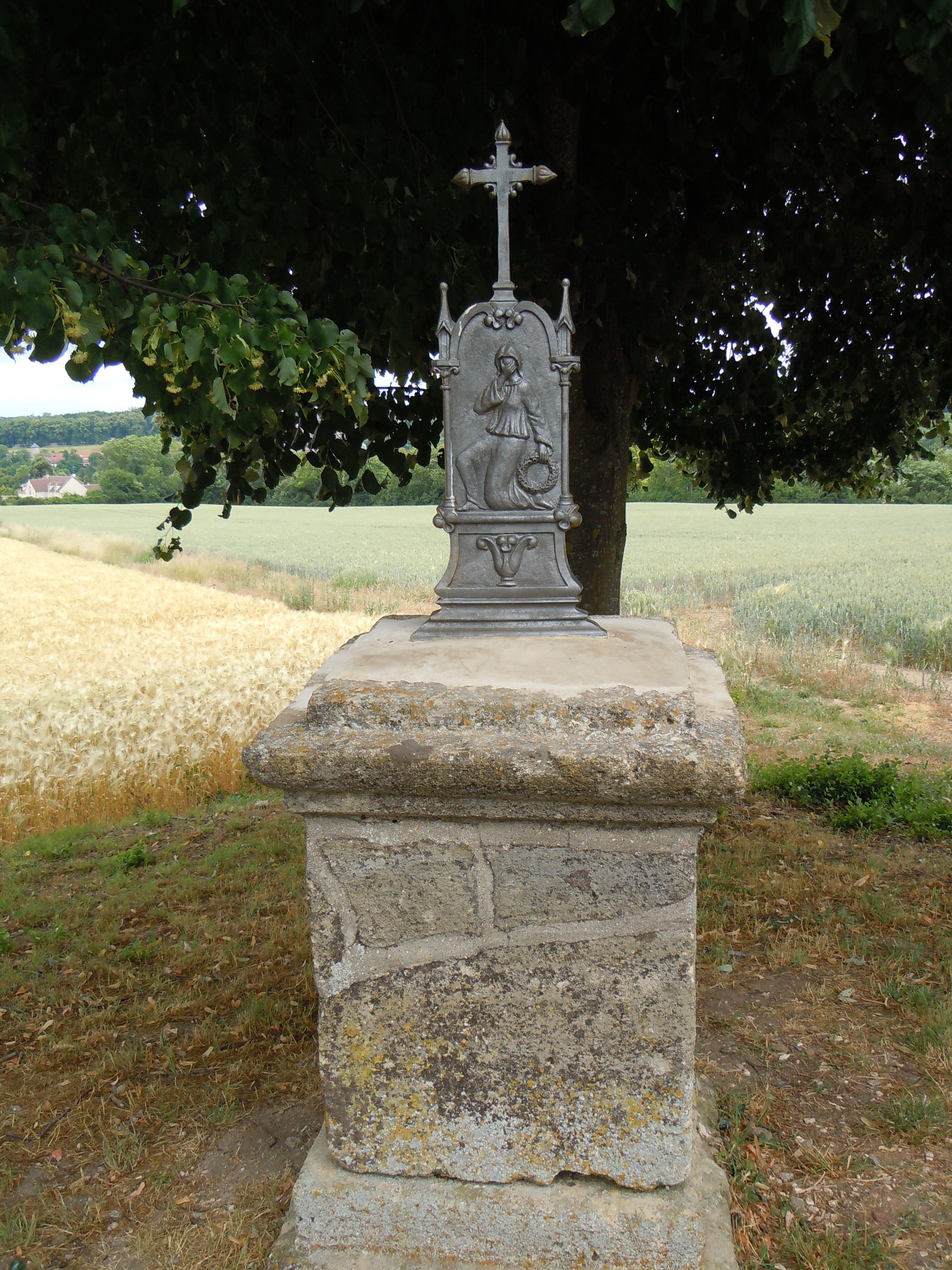
Croix de la Justice.
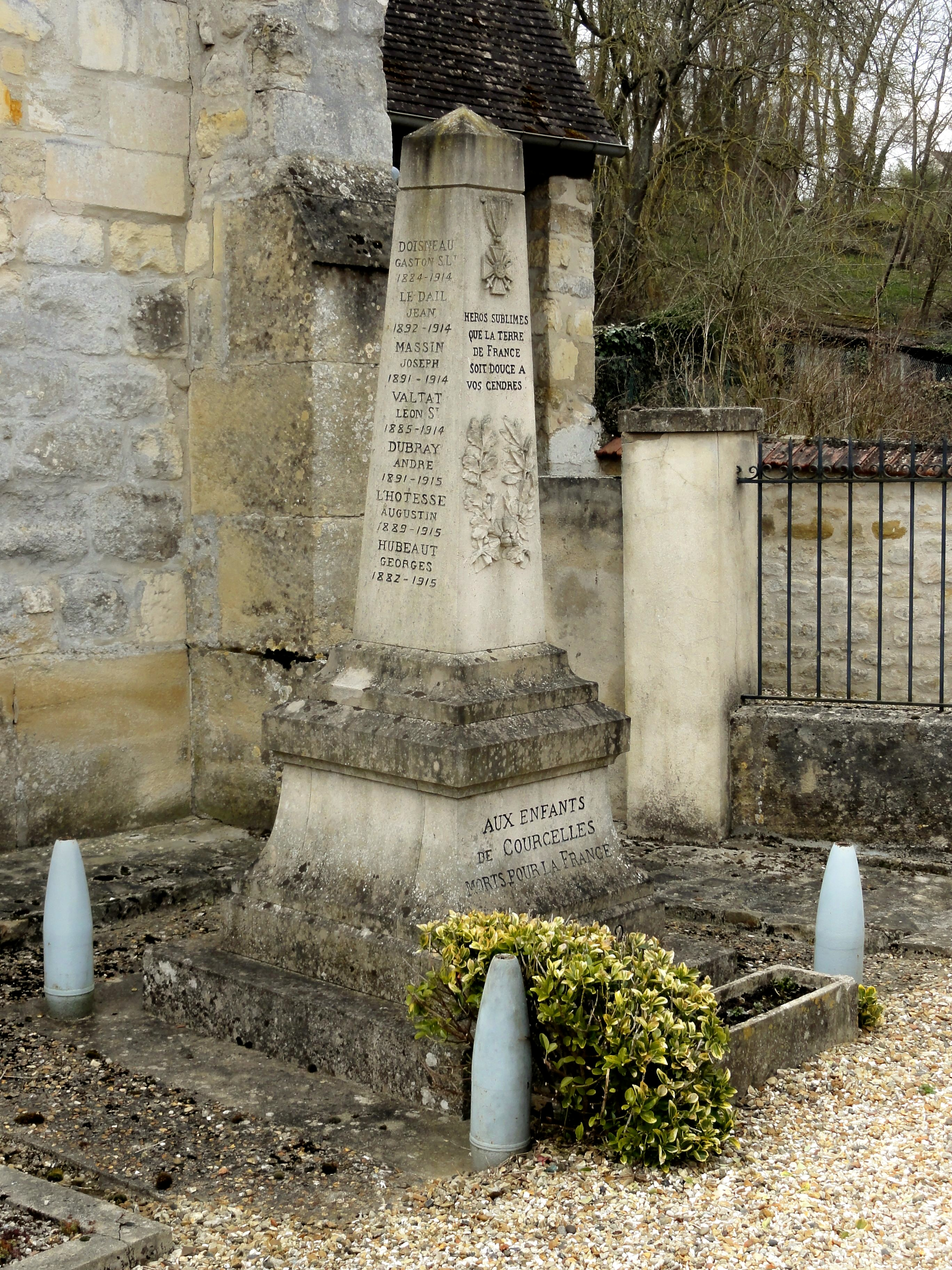
Le monument aux morts devant l'église.
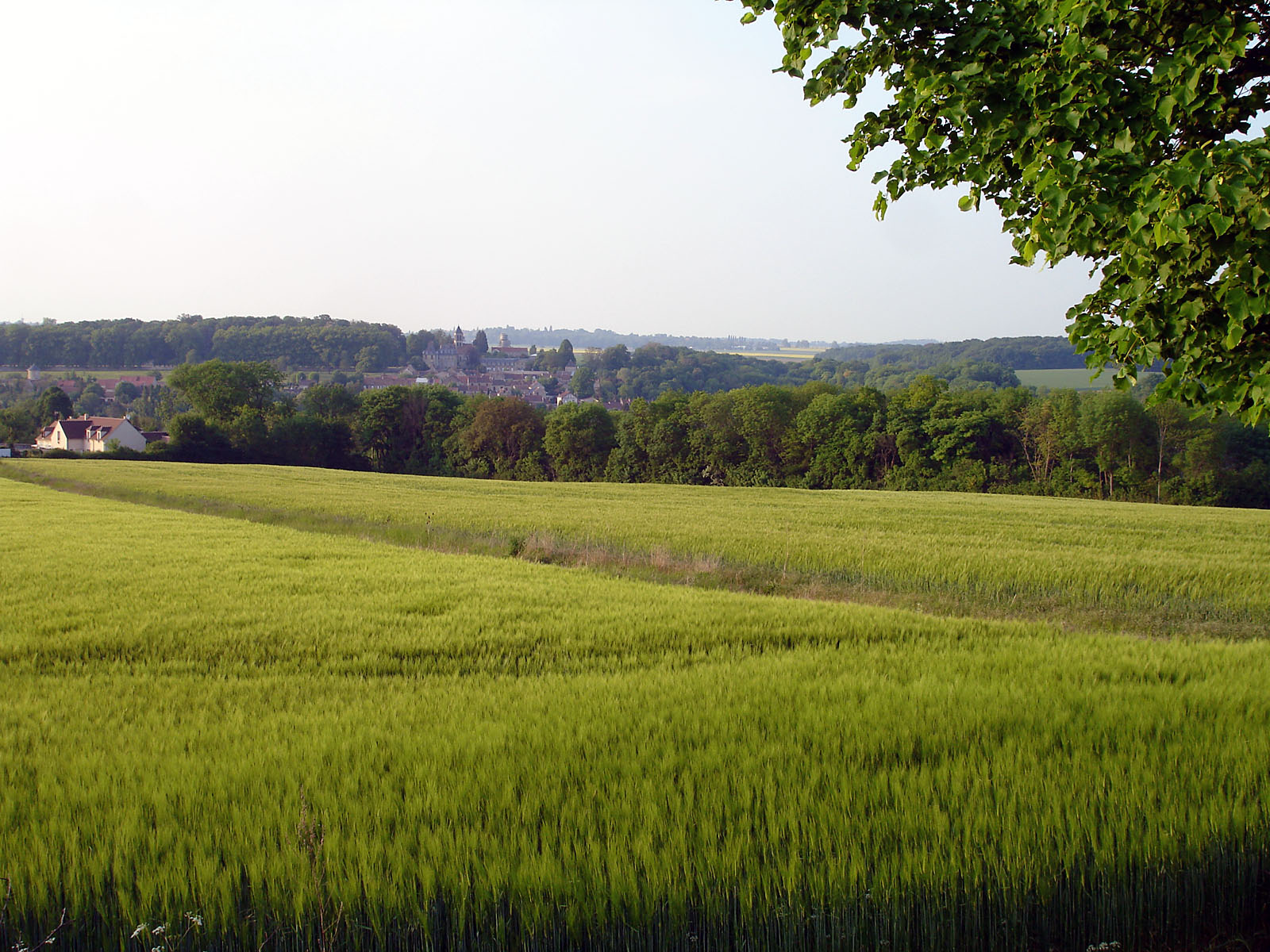
Paysage agricole de la commune, vers Montgeroult.

### Personnalités liées à la commune
- Pierre-Lucien Fontaine, pionnier de la turbine hydraulique réglable.

### Héraldique
| Blason de Courcelles-sur-Viosne | Blason  | Parti : D'argent au sanglier de sable défendu du champ, soutenu des trois clous de la Passion aussi de sable, l'un posé en pal et les deux autres en chevron renversé. |
| Blason de Courcelles-sur-Viosne | Détails | Les armes les plus anciennes en rapport avec Courcelles-sur-Viosne seraient celles des seigneurs de Marines : trois lévriers en figures. Les armes actuelles seraient dérivées de celles de la Famille d'Amours, dont le porc-épic originel se serait transformé en sanglier. |